# لنگرماهی تاج‌دار
لنگرماهی تاج‌دار (نام علمی: Blepsias bilobus) نام یک گونه از بالاخانواده لنگرماهی است.